# Iliouchine Il-80
Iliouchine Il-80 ou IL-86 VKP est un avion de commandement et de contrôle aéroporté russe. Il s'agit de la version modifiée de l'avion de ligne Iliouchine Il-86.

## Développement
L'Iliouchine Il-80 porte le nom de rapport OTAN Maxdome (bien que certaines sources affirment qu'il utilise le nom de rapport Camber, comme la version civile Il-86). Le nom de code russe pour l'avion est Aimak, ou Eimak (issu du mongol signifiant « clan »). On pense que l'aéronef a volé pour la première fois à l'été 1985, le premier vol post-modification ayant lieu le 5 mars 1987 et les livraisons commençant plus tard cette même année,. En tout, quatre avions sont connus pour avoir été convertis à partir d'Il-86. Ils ont été enregistrés sous le numéro CCCP-86146 à 86149 et ont été observés pour la première fois par des photographes occidentaux en 1992.
Version fortement modifiée de l'Iliouchine Il-86, l'Il-80 est destiné à être utilisé comme centre de commandement aéroporté pour les responsables russes, y compris le président, en cas de guerre nucléaire. Le rôle de l'Iliouchine Il-80 est similaire à celui du Boeing E-4B. L'Il-80 n'a pas de hublots externes (sauf ceux du cockpit), pour le protéger d'une explosion nucléaire et d'une impulsion électromagnétique nucléaire. Seules la porte avant du pont supérieur gauche et la porte arrière droite restent de la conception standard. Il n'y a qu'une seule porte d'embarquement, au lieu de trois. Un déflecteur inhabituel bloque les fenêtres arrière du cockpit. Cela peut servir à bloquer les impulsions EMP ou RF. 
Contrairement à l'avion de ligne standard, l'Il-80 possède deux générateurs électriques montés à l'intérieur des nacelles du moteur. Chaque nacelle mesure environ 9,5 mètres (32 pieds) de long et 1,3 mètre (4 pieds) de diamètre. Les deux modules comprennent des phares d'atterrissage. 
Comme l'E-4B, l'avion a un canoë SATCOM dorsal, censé abriter un équipement de communication par satellite avancé ,et une antenne fil de fuite montée dans le fuselage inférieur arrière pour la transmission et la réception radio à très basse fréquence (VLF) probablement pour la communication avec des sous-marins porteurs de missiles balistiques.

## Remplacement
Lorsque les mises à niveau actuelles auront atteint la fin de leur durée de vie, il est prévu qu'un nouveau poste de commandement aéroporté, basé sur l'avion commercial Iliouchine Il-96-400 et livré sous le nom de code Doomsday, les remplacera.

## Opération
Une fois terminés, les quatre Il-80 furent livrés à la 8e Division de l'aviation à des fins spéciales sur la base aérienne de Chkalovsky située à 30 km (19 mi) au nord-est de Moscou.
En 2011, trois Il-80 sont encore en service. Ils sont peints dans la livrée actuelle d'Aeroflot, la compagnie aérienne d'État russe, et portent les enregistrements civils internationaux RA-86147, RA-86148 et RA-86149. Le premier Il-80, immatriculé RA-86146, photographié sans moteur est apparemment hors service. Les avions sont rarement observés en fonctionnement, bien qu'au moins un ait été vu lors d'un spectacle aérien.
En décembre 2020, les médias russes ont rapporté que du matériel de communication radio avait été volé dans l'un des Il-80 alors qu'il était en maintenance,.

## Opérateurs
Russie
- Force aérienne russe - 8e Division de l'aviation à des fins spéciales, aéroport de Chkalovsky

## Avion similaire
- Northrop Grumman E-8 Joint STARS
- Boeing E-4
- TACAMO
- Tu-214PU